# Eda (Name)
Eda ist ein weiblicher und männlicher Vorname sowie ein Familienname.

## Herkunft und Bedeutung
Der Name ist eine Variante des männlichen Vornamens Eduard. Als weiblicher Vorname ist er in der Türkei gebräuchlich.
Im Türkischen bedeutet Eda „die Liebreizende“.

## Namensträger

### Vorname
- Eda Ahi (* 1990), estnische Dichterin
- Eda Erdem Dündar (* 1987), türkische Volleyballspielerin
- Eda Ece (* 1990), türkische Schauspielerin
- Eda-Ines Etti (* 1981), estnische Sängerin
- Eda Kriseová (* 1940), tschechische Journalistin und Schriftstellerin
- Eda Özerkan (* 1984), türkische Schauspielerin
- Eda Sagarra (* 1933), irische Germanistin
- Eda Tuğsuz (* 1997), türkische Speerwerferin
- Eda Warren (1903–1980), US-amerikanische Filmeditorin

### Familienname
- Christiane Eda-Pierre (1932–2020), französische Opernsängerin (Sopran)
- Hiroshi Eda (* 1977), japanischer Fußballspieler
- Eda Saburō (1907–1977), japanischer sozialdemokratischer Politiker
- Satsuki Eda (1941–2021), japanischer Politiker (Demokratische Partei)